# Panzerregiment 15
Het Panzerregiment 15 was een Duits tankregiment van de Wehrmacht tijdens de Tweede Wereldoorlog.

## Krijgsgeschiedenis

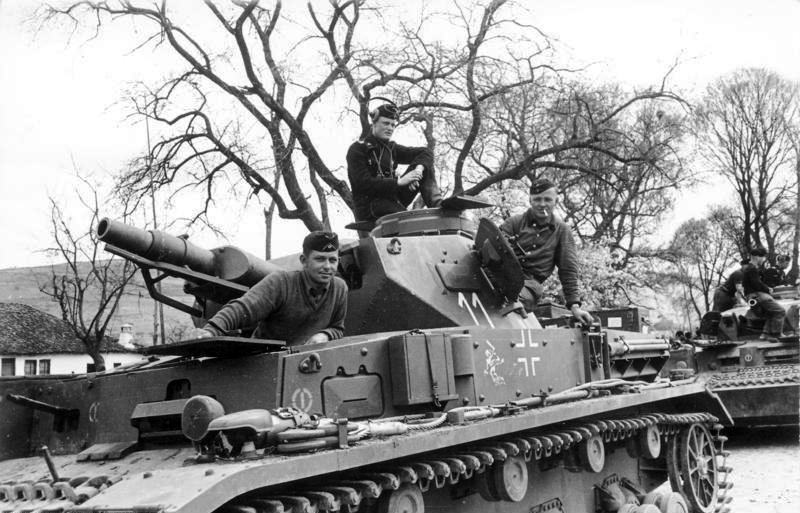
Panzer IV van het regiment in Joegoslavië in april 1941

Panzerregiment 15 werd opgericht op 12 oktober 1937 in Sagan in Wehrkreis VIII. Voor de oprichting werden delen van de Panzerregimenten 2 en 5 gebruikt. Zeker is dat de 5e compagnie van Panzerregiment 2 de 5e compagnie van het regiment vormde.
Het regiment maakte bij mobilisatie deel uit van de 5e Pantserdivisie en vanaf 4 september 1940 van de nieuwe 11e Pantserdivisie en bleef dat gedurende zijn verdere bestaan.
Het regiment capituleerde (met delen van de divisie) bij Neumark aan de 90e Amerikaanse Infanteriedivisie van het 3e Leger op 4 mei 1945.

## Samenstelling bij mobilisering
- I. Abteilung met 3 compagnieën (1-3)
- II. Abteilung met 3 compagnieën (4-6)

## Wijzigingen in samenstelling
Op 9 maart 1940 werd de 5e compagnie afgegeven en werd 3./Pz.Abt. z.b.V. 40, werd daarna vervangen door een nieuwe 5e compagnie.

In het voorjaar van 1942 werd II./Panzer-Rgt. 35 overgenomen en deze werd de III. Abteilung. Het regiment beschikte nu over 9 compagnieën.

Op 10 februari 1943 ging I. Abteilung terug naar Wehrkreis XIII om in een Panther-Abteilung omgevormd. Op 15 maart 1943 werd deze Abteilung omgedoopt tot Pz.Abt. 52 (Panther). Op 21 augustus werd de Abteilung weer omgedoopt I./Pz.Rgt. 15 en op 1 september 1943 opgenomen in het regiment.

Op 14 november 1943 ging III. Abteilung weer terug naar Panzerregiment 35 als II./Panzer-Rgt. 35.

In mei 1944 werd het regiment nieuw opgebouwd in Frankrijk. De I. Abteilung werd vervangen door Res.Pz.Abt. 35 en de II. Abteilung door Res.Pz.Abt. 25. Totaal 8 compagnieën.

## Opmerkingen over schrijfwijze
- Abteilung is in dit geval in het Nederlands een tankbataljon.
- II./Pz.Rgt. 15 = het 2e Tankbataljon van Panzerregiment 15

## Commandanten
| Rang                                          | Naam                                          | Begin             | Eind             |
| --------------------------------------------- | --------------------------------------------- | ----------------- | ---------------- |
| Oberst                                        | Johannes Streich                              | 12 oktober 1937   | 31 januari 1941  |
| Oberstleutnant                                | Gustav-Adolf Riebel                           | 23 februari 1941  | 31 december 1941 |
| Oberstleutnant                                | Graf Theodor Graf Schimmelmann von Lindenburg | 1 januari 1942    | 1942             |
| Oberstleutnant                                | Max Roth                                      | 1 mei 1942        | 23 juli 1942     |
| Oberstleutnant Oberst (vanaf 1 februari 1943) | Graf Theodor Graf Schimmelmann von Lindenburg | december (?) 1942 | 1943             |
| Oberst                                        | Meinrad von Lauchert                          | 7 augustus 1943   | 1 augustus 1944  |
| Oberstleutnant                                | Stenkhoff                                     | 1 augustus 1944   | februari 1945    |
| Major                                         | Jürgen Reichart                               | februari 1945     | 4 mei 1945       |

Panzerregiment 1 · Panzerregiment 2 · Panzerregiment 3 · Panzerregiment 4 · Panzerregiment 5 · Panzerregiment 6 · Panzerregiment 7 · Panzerregiment 8 · Panzerregiment 9 · Panzerregiment 10 · Panzerregiment 11 · Panzerregiment 15 · Panzerregiment 16 · Panzerregiment 17 · Panzerregiment 18 · Panzerregiment 21 · Panzerregiment 22 · Panzerregiment 23 · Panzerregiment 24 · Panzerregiment 25 · Panzerregiment 26 · Panzerregiment 27 · Panzerregiment 28 · Panzerregiment 29 · Panzerregiment 31 · Panzerregiment 33  · Panzerregiment 35 · Panzerregiment 36 · Panzerregiment 39 · Panzerregiment 69 · Panzerregiment 80 · Panzerregiment 100 · Panzerregiment 101 · Panzerregiment 102 · Panzerregiment 116 · Panzerregiment 118 · Panzer-Lehr-Regiment 130 · Panzerregiment 201 · Panzerregiment 202 · Panzerregiment 203 · Panzerregiment 204 · Schweres Panzer-Regiment Bäke · Panzerregiment Brandenburg · Panzerregiment Coburg · Panzerregiment Feldherrnhalle · Panzerregiment Feldherrnhalle 2 · Panzerregiment Hermann Göring · Panzerregiment Großdeutschland · Panzerregiment Kurmark · Panzerregiment von Lauchert · Panzerregiment Major Rettemeier · Fallschirm-Panzerregiment 1 · Fallschirm-Panzerregiment 21 · SS-Panzerregiment 1 LSSAH · SS-Panzerregiment 2 · SS-Panzerregiment 3 · SS-Panzerregiment 5 · SS-Panzerregiment 9 · SS-Panzerregiment 10 · SS-Panzerregiment 11 · SS-Panzerregiment 12